# SN 2004M
SN 2004M – supernowa odkryta 6 stycznia 2004 roku w galaktyce A003559-7448. W momencie odkrycia miała maksymalną jasność 19,50m.